# Запис Вуловића орах (Придворица)
Запис Вуловића орах (Придворица) се налази на парцели чији је власник Вуловић Мито.

## Локација
| Општина             | Чачак                                                           |
| Катастарска општина | Придворица                                                      |
| Потес               | Придворичка коса                                                |
| Координате          | 43° 52′ 19″ С; 20° 17′ 52″ И / 43.872° С; 20.297899999999998° И |
| Надморска висина    | 352m                                                            |

## Карактеристике
Дендрометријске вредности утврђене на терену и сателитским снимцима:
| Стабло                     | Орах |
| Висина стабла              | m    |
| Обим дебла                 | m    |
| Пречник крошње             | 6m   |
| Пречник дебла              | m    |
| Висина дебла до прве гране | m    |

## База записа
Запис је у оквиру Викимедија пројекта "Запис - Свето дрво" заведен под редним бројем 0919.